# Comissió de la sal
La Comissió de la sal va ser una organització creada l'any 758, durant la decadència de la dinastia Tang de la Xina, que va servir per augmentar els ingressos fiscals del monopoli estatal del comerç de la sal. La Comissió venia sal als comerciants privats a un preu que incloïa una baixa, però acumulativament substancial, d'imposts, que era transmesa pels comerciants al punt de venda. Aquest mecanisme bàsic d'un impost indirecte recaptat pels comerciants privats i supervisats per funcionaris del govern es va mantenir fins a mitjan segle xx. L'impost sobre la sal habilitava a un govern feble per sostenir-se per si mateix; només havia de controlar les poques regions que produïen sal. Els plans per acabar amb el monopoli del govern sobre la sal per a l'any 2016 es van fer conèixer el 2014.

## Història
Després de la rebel·lió d'An Lushan (756-763) els ingressos de l'impost pel terra van començar a caure. El sistema equitatiu de terrenys que sostenia l'impost pel terra va ser soscavat per l'aristocràcia i monestirs budistes amb l'adquisició de grans extensions de terreny, amb la consegüent disminució de la quantitat de terreny que era gravable. Per compensar, l'Estat va trobar un nou mecanisme d'imposts sobre la sal. Al 758, Liu Yan va crear una Comissió de la sal i del ferro. Liu ja havia demostrat la seva vàlua mitjançant l'ús de mà d'obra en dragar el sediment que amb el temps s'havia dipositat al canal que connectava els rius Huai i Groc; aquest projecte va reduir els costs de transport, va alleujar l'escassetat d'aliments, i l'augment dels ingressos fiscals amb poca inversió del govern. El riu Huai va córrer a través del nord de Jiangsu, la ubicació de la costa amb maresmes que eren la principal font de sal. Liu es va adonar que si el govern podia controlar aquestes àrees, es podria vendre la sal a un preu de monopoli als comerciants, que passarien a la diferència de preu als seus clients. Aquest preu de monopoli era un impost indirecte que es recollia de forma fiable per endavant sense haver de controlar les àrees on es consumia la sal. La comissió formada per supervisar el nou esquema va estar encapçalada pel comissionat de sal (yantie shi), un especialista financer, que era característic de l'administració política no especialitzada Tang.

## Efectes
La sal fou per ser venuda únicament en les oficines regionals dels productors amb llicència, i solament als comerciants amb llicència a preus ja marcats. La distribució va assegurar els efectes de la política penetrant en les zones on el govern central tenia autoritat limitada. Els comerciants passaven aleshores un alt cost de sal als consumidors. Els pagesos van ser els més afectats, ja que gastaven un gran percentatge dels seus ingressos en productes alimentaris bàsics. Cap a l'any 779, els imposts recaptats de la sal van representar ràpidament més de la meitat dels ingressos del govern.